# دي أس في (شركة)
شركة دي أس في أيه/أس  هي شركة دنماركية للنقل والخدمات اللوجستية، تقدم خدمات نقل عالمية برًا وجوًا وبحرًا وقطارًا. منذ تأسيسها عام ١٩٧٦ على يد تسع شركات نقل دنماركية مستقلة، توسعت الشركة بشكل رئيسي من خلال سلسلة من عمليات الاستحواذ على منافسين.
يقع المقر الرئيسي للشركة في هيدهوسين (بالقرب من كوبنهاغن)، الدنمارك. وتدير الشركة مكاتب في أكثر من 80 دولة، ويعمل بها حوالي 74,000 موظف، بمن فيهم العمال المؤقتون.  الشركة مُدرجة في بورصة ناسداك أو إم إكس كوبنهاغن ( بورصة كوبنهاغن )، ومُدرجة في مؤشر OMXC25 كواحدة من أكثر 25 سهمًا تداولًا. 
تتكون الشركة من ثلاثة أقسام: النقل البري، والنقل الجوي والنقل البحري، والحلول. وتتركز أنشطتها الرئيسية في شبكات النقل البري (الشاحنات) في أوروبا وأمريكا الشمالية وجنوب أفريقيا، وخدمات الشحن الجوي والشحن البحري العالمية، والخدمات اللوجستية التعاقدية حول العالم. وفي إطار استراتيجية مالية قائمة على الأصول المحدودة، لا تمتلك المجموعة أي سفن أو طائرات، بل أسطولًا صغيرًا نسبيًا من الشاحنات والمقطورات. 
تولى جينز لوند منصب الرئيس التنفيذي في فبراير 2024. وفي عام 2022، أعلنت الشركة عن صافي إيرادات بلغ 235,665 مليون كرونة دنماركية. 